# Cantonul Oulchy-le-Château
Cantonul Oulchy-le-Château este un canton din arondismentul Soissons, departamentul Aisne, regiunea Picardia, Franța.

## Comune
- Ambrief
- Arcy-Sainte-Restitue
- Beugneux
- Billy-sur-Ourcq
- Breny
- Buzancy
- Chacrise
- Chaudun
- Cramaille
- Cuiry-Housse
- Droizy
- Grand-Rozoy
- Hartennes-et-Taux
- Launoy
- Maast-et-Violaine
- Montgru-Saint-Hilaire
- Muret-et-Crouttes
- Nampteuil-sous-Muret
- Oulchy-la-Ville
- Oulchy-le-Château (reședință)
- Parcy-et-Tigny
- Le Plessier-Huleu
- Rozières-sur-Crise
- Saint-Rémy-Blanzy
- Vierzy
- Villemontoire